# Ferdinand Jules Albert Gosselin
Pour les articles homonymes, voir Gosselin.
Ferdinand Jules Albert Gosselin ou simplement Albert Gosselin, né le 22 novembre 1863 à Paris et mort le 6 avril 1940 à Fontainebleau, est un peintre français.

## Biographie
Ferdinand Jules Albert Gosselin est le fils d'Alexis Ferdinand Gosselin (1832-1911), négociant, et de Marie Louise Marguerite Mauprivez (1842-1901).
Élève d'Henri Le Roux, de Jules Lefebvre et d'Henri Harpignies, il expose au Salon de 1889 à 1940.
Il obtient une mention honorable au Salon en 1890, une mention honorable à l'Exposition internationale de blanc et noir en 1890, une médaille de 3e classe au Salon en 1896, une médaille de 2e classe au Salon en 1897, une médaille d'or à l'Exposition universelle de 1900,, et un diplôme d'honneur à l'Exposition universelle de 1937.
Il réside chez son père au no 3 de la cité Vaneau, quand il épouse en 1908 son élève Jeanne Charlotte Marie Godeby, sœur du peintre Charles Léon Godeby.
Il meurt à l'âge de 76 ans à Fontainebleau.

## Œuvres dans les collections publiques
- Écosse
  - Aberdeen, Aberdeen Art Gallery (en) : Village de Seine-et-Marne, huile sur toile, 60 × 81 cm[7]
  - Kilmarnock, Dick Institute (en) : Village français, huile sur toile, 60,5 × 81 cm[8]
- États-Unis
  - Chicago, Art Institute of Chicago : L'abside de Notre-Dame, Paris, eau-forte sur papier vergé ivoire, 14,7 × 28,5 cm[9]
  - Pittsburgh, Carnegie Museum of Art[10],[4]
- France
  - Paris
    - Musée d'Orsay :
      - Nocturne, huile sur toile, 81 × 60 cm, s.d.[11]
      - Paysage, effet du soir, huile, 47 × 61 cm, s.d.[12]

    - Secrétariat d'État aux anciens combattants et victimes de guerre : La Lande, souvenir de Bretagne, huile sur toile, 105 × 138 cm, 1928[13]

  - Reims, musée des Beaux-Arts :
    - Le Matin au buisson, huile sur toile, 115,2 × 80,9 cm, 1893[14],[15]
    - L'Étang (Bretagne), huile sur toile, 60,2 × 81,5 cm, vers 1903[16],[17]
    - Chêne et oliviers à Juan-les-Pins, aquarelle, plume et pinceau sur traits de graphite, sur papier Canson épais grainé ivoire, 39,9 × 27,9 cm, 1890[18]

  - Saint-Quentin, musée Antoine-Lécuyer : Au matin, septembre, huile, 1889[19]
  - Valenciennes, musée des Beaux-Arts : La Mare aux fées, huile sur toile, 31 × 45 cm, s.d.[20]
- Pologne
  - Poznań, musée national - Galerie de peintures d'Edward Aleksander Raczyński (pl) au château de Rogalin : 
    - Montigny-sur-Loing, huile sur toile, 59 × 81 cm, vers 1896[21]
    - Soirée au bord du Loing, huile sur toile, 116 × 81 cm, vers 1896[22]

## Œuvres exposées aux Salons

### Salon des artistes français
- Fin d'août ; effet du matin, au Salon de 1889
- Au matin ; septembre, au Salon de 1890
- Le Pont des Saints-Pères et l'institut ; aquarelle, au Salon de 1890
- Entrée de Montfort-l'Amaury ; aquarelle, au Salon de 1890
- Le soir dans le Val ; Montfort-l'Amaury, au Salon de 1891
- Chêne et oliviers, à Juan-les-Pins ; aquarelle, au Salon de 1891
- Deux aquarelles : 1. L'entrée de la Vignette 2. Dans la plaine, au matin, au Salon de 1891
- Lever de lune sur la Loire, au Salon de 1892
- Effet de matin ; étude (Montfort-l'Amaury), au Salon de 1892
- Deux aquarelles ; La Loire aux environs de Gien, au Salon de 1892
- Le matin au buisson, au Salon de 1893
- Une mare au Chêne-Rogneux, au Salon de 1893
- Vieux saules au bord de la Loire ; aquarelle, au Salon de 1893
- Solitude, au Salon de 1894
- Étude d'oliviers, au Salon de 1894
- La Seine à Bas-Meudon ; aquarelle, au Salon de 1894
- Environs de Cannes ; quatre aquarelles, au Salon de 1894
- Impression de Bretagne, au Salon de 1895
- L'étang du Bois-Nivet, au Salon de 1895
- Vues en Provence ; quatre aquarelles, au Salon de 1895
- Environs de Cannes ; deux aquarelles, au Salon de 1895
- Vers le soir ; bords du Loing, au Salon de 1896
- Montigny-sur-Loing, au Salon de 1896
- Études dans les Alpes-Maritimes ; aquarelles, au Salon de 1896
- Printemps à la Grande-Jatte ; aquarelle, au Salon de 1896
- Un coin de province à Paris ; puits artésien de Grenelle, au Salon de 1897
- Crépuscule, au Salon de 1897
- Deux aquarelles ; études, au Salon de 1897
- Calme du soir ; bords de l'Eure, au Salon de 1898
- Prairies au bord du Loing, au Salon de 1898
- Côtes-de Provence ; pastel, au Salon de 1898
- Bords d'étang au lever du soleil, au Salon de 1899
- Namur et sa citadelle, au Salon de 1899
- Le matin à Mareil-le-Guyon (Seine-et-Oise), au Salon de 1900
- L'église de Saint-Léger-en-Yvelines, au Salon de 1901
- Lever de lune, au Salon de 1901
- Un soir au bord de l'Eure, au Salon de 1902
- Étang en Bretagne, au Salon de 1902
- L'étang ; Bretagne, au Salon de 1903
- Soir à Neuilly-sur-Eure, au Salon de 1903
- Le soir, au Salon de 1904
- Bords de rivière, au Salon de 1904
- Bords d'étang, le soir, au Salon de 1905
- Fin d'un jour d'automne, au Salon de 1905
- Environs de Cannes ; pastel, au Salon de 1905
- Bords de rivière, au Salon de 1907
- L'automne, au Salon de 1907
- Un soir aux bords du Loing, au Salon de 1908
- Tombée du jour à Morel, au Salon de 1908
- Solitude, au Salon de 1909
- Soir à Villecerf, au Salon de 1909
- Septembre, au Salon de 1910
- Vallée du Loing, au Salon de 1910
- Lever de soleil au bord du Loing, au Salon de 1911
- Au soir, au Salon de 1911
- En Touraine, au Salon de 1912
- Fin d'été, au Salon de 1912
- Au déclin du jour, au Salon de 1913
- Paysage, au Salon de 1913
- Le vieux pont d'Hulay, au Salon de 1914
- Chemin de traverse en Sologne, au Salon de 1914
- Environs de Jullouville ; aquarelle, au Salon de 1914
- La Seine à Pont-de-l'Arche ; aquarelle, au Salon de 1914
- Bords de rivière, au Salon de 1920
- Soleil d'automne, au Salon de 1920
- Crépuscule, au Salon de 1921
- Une rue à Bourron, au Salon de 1921
- Village la nuit, au Salon de 1921
- La route ; — coucher de lune, au Salon de 1921
- Bords du Loing, au Salon de 1921
- L'église de Grez-sur-Loing, au Salon de 1921
- Le soir, au Salon de 1922
- La plaine (nuit d'octobre), au Salon de 1922
- Sur les hauteurs de Grez-sur-Loing, au Salon de 1922
- Une rue à Marlotte, au Salon de 1922
- Coucher de lune en Seine-et-Marne, au Salon de 1922
- Bords de l'Eure, au Salon de 1923
- Soleil d'automne, au Salon de 1923
- Étude, au Salon de 1923
- Environs de Pont-de-l'Arche, au Salon de 1924
- L'Eure à Anet, au Salon de 1924
- Bords d'étang, au Salon de 1924
- Paysage, au Salon de 1924
- Tristesse, au Salon de 1925
- L'été, au Salon de 1927
- L'église de Montbarrois, au Salon de 1927
- La Lande (souvenir de Bretagne), au Salon de 1928
- Le Pont de Moncourt (canal du Loing), au Salon de 1928
- Vers la nuit, La Celle-sous-Moret, au Salon de 1929
- Fin du jour, vallée de l'Eure, au Salon de 1929
- Derniers rayons (Grez-sur-Loing), au Salon de 1930
- Crépuscule, au Salon de 1930
- Les vieux ormes de la place d'Epizy au soir, au Salon de 1931
- Le canal d'Epizy {Seine-et-Marne), au Salon de 1931
- Les vieux de la forêt, au Salon de 1932
- Ferme en Touraine, au Salon de 1932
- Fin d'un jour d'été (écluse d'Epizy), au Salon de 1933
- Soir à Grez-sur-Loing, au Salon de 1933
- Village de Seine-et-Marne, le soir, au Salon de 1934
- Après-midi à Meun (Seine-et-Marne), au Salon de 1934
- L'heure calme au village, au Salon de 1935
- Au soir, au Salon de 1935
- Bords de rivière, Île-de-France, au Salon de 1936
- Village en Seine-et-Marne, au Salon de 1936
- Chênes et bouleaux au soir, au Salon de 1937
- Au bout du village, au Salon de 1938
- Tournant de route en Seine-et-Marne, au Salon de 1939
- Entre chien et loup, au Salon de 1939
- Fin de journée, au Salon de 1939
- Soir, au Salon de 1940
- Deux paysages, au Salon de 1940

### Salon de l'Union artistique de Toulouse
- Montigny-sur-Loing, au Salon de 1896
- Fin de jour (Grey-sur-Loing), au Salon de 1897
- Bois de pins à la nuit tombante, au Salon de 1897
- Lever de lune, au Salon de 1898

### Salon de Mulhouse
- L'église de Gretz-sur-Loing, au Salon de 1905
- Village en Seine-et-Marne, au Salon de 1905
- Matinée au bord du Loing, au Salon de 1908
- Maisons, au Salon de 1911
- Le pont d'Epizy, au Salon de 1914

## Distinction
- Chevalier de la Légion d'honneur (1900)[23],[24]